# 2П24
2П24 — советская самоходная пусковая установка ЗРК 2К11 «Круг».

## Описание конструкции
Пусковая установка была предназначена для запуска ЗУР 3М8 ЗРК 2К11 «Круг». Артиллерийская часть 2П24 состояла из опорной балки. В хвостовой части балки на шарнирах была закреплена специальная стрела с кронштейнами. На кронштейнах находились направляющие для запуска ЗУР. В положении «на марше» ракеты были закреплены дополнительными опорами, которые также находились на стреле. Для надёжной фиксации ракет, спереди имелась опора специальной конструкции. Из-за большой высоты пусковой установки имелись проблемы с прохождением под мостами, поэтому для снижения высоты при движении верхняя консоль стабилизатора могла демонтироваться.
Стрела с ракетами поднималась с помощью двух гидроцилиндров и обеспечивала вертикальный угол наведения в диапазоне от +10° до +60°, во время запуска ракет боевой расчёт находился внутри пусковой установки.

### Ходовая часть
Шасси имело обозначение по классификации ГБТУ «Объект 123» и представляло собой семикатковую модификацию базового шасси САУ СУ-100П.

## Операторы
См. основную статью 2К11 «Круг»: Операторы